# Ljudska arhitektura Karpatov
Ljudska arhitektura Karpatov črpa iz okoljskih in kulturnih virov zato da ustvari edinstvene zasnove.
Ljudska arhitektura se nanaša na nepoklicno, ljudsko arhitekturo, tudi kmečko. V Karpatih in okoliških vznožjih sta les in glina glavna tradicionalna gradbena materiala.

## Učinek kulture in religije

### Vzhodno krščanstvo
Ker je večina Ukrajincev, Rusinov in Romunov vzhodnjakov, so njihove gradbene tehnike v zgradbe tradicionalno vključevale religiozne premisleke, ki se razlikujejo od njihovih zahodnih krščanskih in judovskih sosedov.
Najprej so vse cerkve razdeljene na tri dele (narteks, ladja in svetišče) in imajo ikonostas (steno ikon). Zunanja oblika oziroma tloris je pogosto grški križ, vendar bo vedno vsebovala osrednjo kupolo in pogosto več drugih kupol. Župniki se med bogoslužjem obračajo proti vzhodu in ni klopi.
Glavna vrata in okna so obrnjeni proti jugu (kot pri pasivni sončni zasnovi), ikone in drugi verski pripomočki so prikazani v posebnem kotu, običajno na vzhodni steni.

### Judaizem
Vzhodnoevropske sinagoge so znane po edinstveni leseni zasnovi. 

## Materiali in tehnike
Podrobnosti se razlikujejo od kraja do kraja, vendar je večina domov na tem območju tradicionalno pravokotnih v tlorisu, enonadstropnih, z eno ali dvema sobama, osrednjim dimnikom, streho z zatrepom ali dvokapnico ter ometani in pobeljeni na zunanjosti.
Uporabljeni materiali so bili tisti, ki jih je mogoče nabavljati lokalno, vključno les (navadno hrastom), blato, slama, poljski kamen, apno in živalski gnoj. Strehe v gosto gozdnatih in gričevnatih območjih so običajno prekrite z lesenimi deskami ali skodlami, na ravninah in bolj odprtih območjih pa se tradicionalno uporablja ržena slama.
V poznem 19. stoletju sta prevladovali dve vrsti konstrukcij, vodoravna gradnja iz hlodov (brun) in gradnja okvirjev in polnil. Stene iz hlodov so bile pogoste na območjih, kjer je bil na voljo les. Na mestih z zelo slabim lesom ali pomanjkanjem lesa se uporabljajo tudi preprostejše tehnike iz desk ali popletov.
Za gradnjo s hlodi je bilo treba te narezati, da se povežejo med seboj. Ljudje z izkušnjami na področju obdelave lesa uporabljajo različne lesne zveze za različne oblike lesa.
Številni ljudje na tem območju omečejo svoje hiše od znotraj in zunaj, da preprečijo vlago, izboljšajo izolacijo, skrijejo nepopolnosti v gradnji in za splošno estetsko vrednost. Tradicionalni omet je izdelan iz gline, vode, gnoja in slame ali plev. Za ustvarjanje gladkega zaključka lahko nanesejo več slojev, nato pa jih premažejo z apnom, da dobijo prijetno belo barvo in zaščitijo glino pred dežjem.
Slamnate strehe so tradicionalne, vendar priljubljenost upada že več kot stoletje, saj lahko predstavlja požarno nevarnost. Glinena tla so pogosta, čeprav imajo prednostn lesena tla.
Tipično je daljša stena hiše dolga med 7,9 m in 9,1 m, krajša stena pa 3,7 m in 5,2 m. V središču doma prevladuje tradicionalna peč iz gline.

## Svetovna dediščina
- Lesene cerkve Maramureșa
- Lesene cerkve Ukrajine
- Lesene cerkve južne Male Poljske
- Lesene cerkve Karpatov